# Péter Rózsa
Péter Rózsa (születési neve Politzer Rózsa) (Budapest, 1905. február 17. – Budapest, 1977. február 16.) magyar matematikus, a Magyar Tudományos Akadémia levelező tagja (1973).

## Életpályája
1927-ben a Budapesti Tudományegyetemen matematika–fizika szakos oklevelet szerzett. Kétévi állástalanság után polgári iskolában kezdett tanítani. 1939-től a háború végéig zsidó származása miatt nem taníthatott, elbocsátották, majd gettóba zárták.
1947 és 1955 között (a főiskola megszüntetéséig) a Budapesti Tanárképző Főiskola Matematika Tanszékének megszervezője és vezetője; 1955 és 1975 között pedig az ELTE Természettudományi Kar professzora volt. A matematikai tudományok doktora (1952). A Magyar Tudományos Akadémia levelező tagja (1973).
Évfolyamtársa és élethossziglani barátja, Kalmár László hívta fel figyelmét a parciálisan rekurzív függvényekre, amelyek alapvető szerepet játszottak Gödel nem-teljességi tételének bizonyításában. Így kezdett el rekurzióelmélettel, többek között a primitív rekurzív függvények elméletével foglalkozni. Rekurzív függvényekről ő írta az első monográfiát. A szakirodalom ma is az ő egyszerűsített változatában használja G. Sudan (1927) és W. Ackermann (1928) példáját rekurzív, de nem primitív rekurzív függvényre (Ackermann-függvény).
Jelentős oktatói munkássága is volt, ami felölelt 20 év középiskolai tanítást, főiskolai oktatást, tankönyvírást, egyetemi oktatást: ő vezette be a halmazelmélet és logika oktatását az ELTE-n. Rendkívül gondosan készült óráira; célja a matematika tanítványok általi felfedezése volt.
Számos ismeretterjesztő írása is gyönyörűen megírt, gondos munka. Benedek Marcellhez írott leveleiből alakult ki Játék a végtelennel című könyve, amelynek célja az volt, hogy a matematika gondolatvilágát, nagy felfedezéseit közel hozza a bölcsész értelmiségiekhez. A könyv hatalmas sikert aratott, számos nyelvre lefordították; angol kiadása folyamatosan kapható.
Stílusán látszik a nagy irodalmi kultúra (fiatalon gondolkodott a magyar szak felvételén is), az új fogalmak bevezetésével kapcsolatos óvatosság; érződik, hogy hosszas meditációk után csiszolta tökéletesre mondatait.

## Díjai, elismerései
- Kossuth-díj (1951)
- A Magyar Népköztársaság Állami Díja II. fokozat (1970) – A rekurzív függvények elméletének alkotó továbbfejlesztéséért, valamint a matematika népszerűsítése terén elért eredményeiért.

## Könyvei
- Rekursive Funktionen. Akadémiai Kiadó, Budapest, 1951. 206 pp.
- Recursive functions. Akadémiai Kiadó, Budapest, 1967
- Rekursive Funktionen in der Komputer-Theorie. Akadémiai Kiadó, Budapest, 1976
- Recursive functions in computer theory. Akadémiai Kiadó, Budapest, 1981

## Ismeretterjesztő munkái
- Játék a végtelennel, Matematika kívülállóknak. Dante Könyvkiadó, Budapest, 1945. További kiadások: Bibliotheca, 1957, Gondolat, 1963, Tankönyvkiadó, 1969, 1974. Typotex, 1999, 2004
- R. Péter: Playing with Infinity: Mathematics for Everyman. Translated by Z. P. Dienes, Simon and Schuster, 1962; Dover Books edition, 1977
- A számok világa. (Új Nevelés Könyvtára) Budapest, 1948
- Matematika a gimnázium I. és II. osztálya számára, I., II., Budapest, 1949, 1950 (Gallai Tiborral)
- Játék a végtelennel. Matematika kívülállóknak; 9. jav. kiad.; Typotex, Bp., 2015 (Magyar tudósok)

## Emlékezete
- Sírja Budapesten található, a Farkasréti temető Urnaházában a 4-es számú urnafülke.
- Nevét őrzi a 464745 Péterrózsa kisbolygó.[6]